# Drynaria melanococca
Drynaria melanococca là một loài dương xỉ trong họ Polypodiaceae. Loài này được hort., Houlst. & T.Moore mô tả khoa học đầu tiên năm 1851.
Danh pháp khoa học của loài này chưa được làm sáng tỏ. 